# Wes Amelie
Wes Amelie — малий контейнеровоз (фідер), споруджений для німецької компанії Wessels Reederei. Став першим у світі морським контейнеровозом з енергетичною установкою, яка була модернізована для використання зрідженого природного газу (першим річковим судном, що пройшло таку конверсію на три роки раніше, було Eiger-Nordwand).
Споруджене в 2011 році для на верфі Jiangdong Shipyard у Нінбо (Китай). В листопаді 2015 власник замовив у компанії MAN Diesel & Turbo конверсію енергетичної установки під застосування ЗПГ, для чого двигун MAN 8L48/60B замінили на двопаливний MAN 51/60DF. Це дозволить досягти істотного зменшення викидів шкідливих речовин — сполук сірки на 99 %, оксидів азоту на 90 % та діоксиду вуглецю на 20 %. Зазначену модернізацію завершили у серпні 2017 року.
Призначене для використання у Північному та Балтійському морях, Wes Amelie є одним із 23 однотипних суден, 16 з яких можуть пройти конверсію за тим же проектом.